# Rawdon Middleton
Rawdon Hume Middleton (Waverley, 22 luglio 1916 – Canale della Manica, 29 novembre 1942) è stato un militare e aviatore australiano, decorato con la Victoria Cross alla memoria nel corso della seconda guerra mondiale.

## Biografia

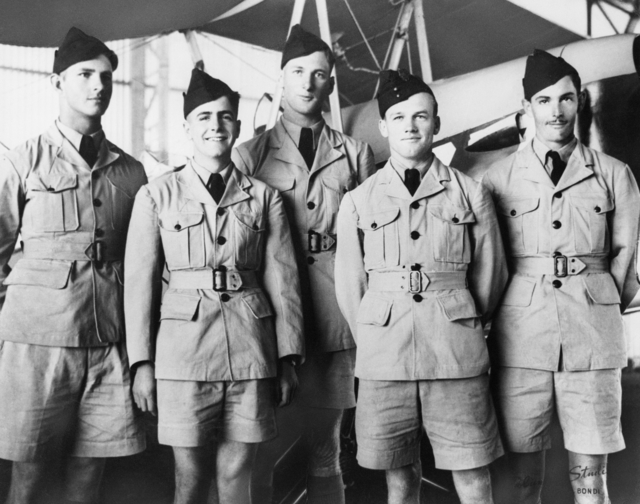
Cinque allievi piloti del No. 7 Empire Air Training Scheme (EATS) corso presso la No. 5 Elementary Flying Training School (5 EFTS) di Narromine. Da sinistra a destra: Aircraftman (AC) Gordon Orchard; AC Douglas Scott; Leonard Reid; AC Spooner; e AC Rawdon Hume Middleton.

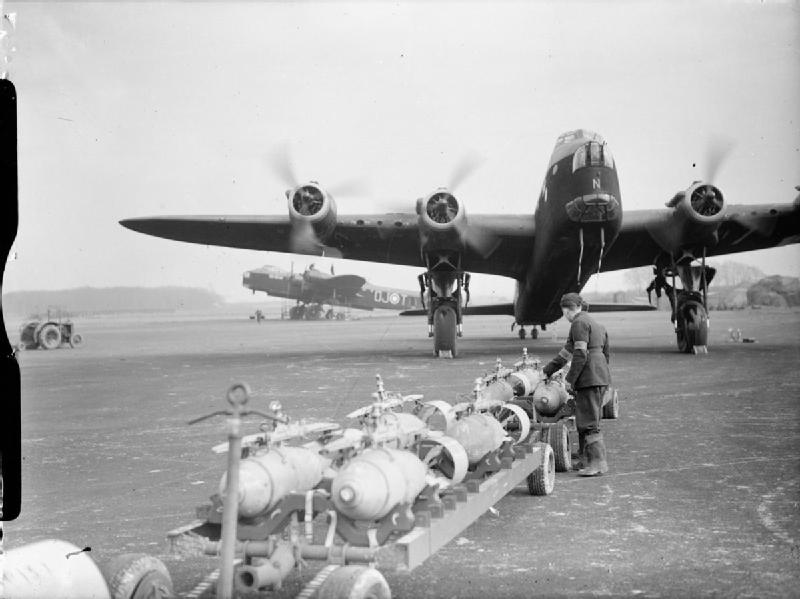
Caricamento delle bombe da 250 libbre sullo Short Stirling Mk.I (OJ-N) del No. 149 Squadron RAF, parcheggiato su una piazzola, in preparazione dell'incursione su Essen, Germania.

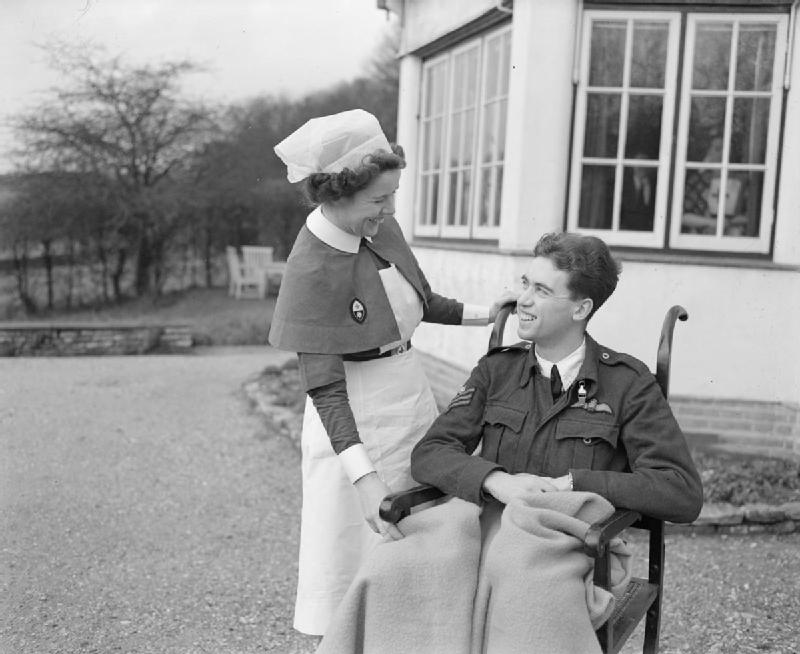
Il sergente pilota Leslie Hyder del No 149 Squadron, secondo pilota del velivolo di Middleton, fotografato insieme ad una infermiera mentre si trovava in convalescenza dopo il ritorno dall'incursione su Torino del 28-29 novembre 1942.

Nacque a Waverley, un sobborgo di Sydney, il 22 luglio 1916 presso il Nurse Nettleton's Private Hospital,  figlio di Francis Rawdon Hamilton e della signora Faith Lillian Millar. La sua nonna materna Jessie Huon Middleton, nata Hume, era la nipote dell'esploratore coloniale Hamilton Hume. Trascorse i suoi primi anni di vita nei distretti centro-occidentali del New South Wales, dove suo padre era impiegato nella gestione di proprietà agricole. Dapprima visse alla fattoria "Warrah" nelle Liverpool Plains,  di proprietà dell'Australian Agricultural Company,  e all'età di sette anni seguì la famiglia che si era trasferita alla "Kelvin Grove", una proprietà agricola più piccola vicino a Wallerawang nella zona di Lithgow.  Nel 1927 il padre divenne direttore della fattoria "Alloway" a Gilgandra per conto del suo nuovo proprietario, il signor Geoffrey Mosse di Darling Point, Sydney. Frequentò inizialmente la Buramilong School, sita in una proprietà vicina, e che aveva un solo insegnante, e tra il 1930 e il 1932 la Gilgandra School.  Per conseguire il diploma di scuola superiore tra il 1933 e il 1934 frequentò la Dubbo High School, sita a 40 km di distanza da Gilgandra, dove divenne un appassionato giocatore di tennis, di cricket per il Berida Cricket Team e di rugby.  Per il tennis rappresentò la sua scuola nella Astley Cup. La famiglia lasciò la fattoria "Alloway" nel settembre 1934,  e si trasferì alla "Sunnyside", Kentucky, vicino a Uralla (nell'area di Tamworth) dove il padre lavorò come direttore. La famiglia si trasferì di nuovo la fattoria di Leewang, vicino a Parkes, dove suo padre divenne il nuovo direttore, ed egli iniziò a lavorare come jackaroo (tirocinante).
Venne arruolato nella Royal Australian Air Force il 14 ottobre 1940, in piena seconda guerra mondiale addestrandosi in base alla politica dell'Australia and the Empire Air Training Scheme (EATS). Frequentò la No. 5 Elementary Flying Training School (5 EFTS) di Narromine, dove compì l'addestramento iniziale, e quindi fu trasferito in Canada per l'addestramento avanzato al volo. Arrivato in Gran Bretagna nel settembre 1941, fu promosso sergente pilota nel dicembre successivo. Nel febbraio 1942 fu assegnato in servizio al No.149 Squadron dotato dei bombardieri quadrimotori Short S.29 Stirling in qualità di secondo pilota partecipando alla prima missione sul bacino della Ruhr. Il mese successivo fu trasferito al No.7 Squadron, e nel luglio venne nominato primo pilota ed effettuò la sua prima missione di bombardamento con obiettivo la città di Düsseldorf il 1 agosto. Rientrato in servizio al No.149 Squadron, il 28 novembre 1942 decollò dalla RAF Lakenheath a bordo dello Stirling BF372 (OJ-H) per una missione di bombardamento che aveva come obiettivo lo stabilimento per la produzione di velivoli militari Fiat a Torino, Italia. Si trattava della sua ventottesima missione di combattimento, due in meno delle trenta necessarie per il completamento di un "ciclo" e il conseguente, obbligatorio, esonero dalle operazioni belliche. Superato con difficoltà le Alpi, dovendo salire di quota con l'aereo a pieno carico in una notte molto buia i propulsori consumarono più carburante del previstio. Nell'area del bersaglio egli dovette effettuare tre passaggi a bassa quota per individuare l'obiettivo, ma al terzo il suo velivolo fu inquadrato dal fuoco della contraerea. Una granata esplose nella cabina di pilotaggio facendo saltare i finestrini e ferendo gravemente ferendo i piloti e l'operatore radio. Egli ricevette numerose ferite a causa degli shrapnel, venendo colpito alle braccia, alle gambe, al corpo, con l'occhio destro che gli venne strappato dall'orbita e la mascella fu fratturata.  Svenuto per un breve periodo, fu il suo secondo pilota, sergente L.A. Hyder, anch'egli gravemente ferito, a riprendere il controllo dell'aereo che aveva effettuato una picchiata ed era sceso alla quota di 800 piedi e a sganciare le bombe, prima di ricevere i primi soccorsi dagli altri membri dell'equipaggio. Egli riprese conoscenza in tempo per aiutare il suo secondo a recuperare il controllo del bombardiere, anche se soffriva molto, riusciva a malapena a vedere, perdeva sangue dalle sue ferite e respirava con difficoltà. Resosi conto che le sue possibilità di sopravvivere al volo di rientro erano molto scarse, decise di continuare a pilotare il velivolo danneggiato per riportare a casa gli altri membri dell'equipaggio, rifiutando le opzioni di volare verso il Nord Africa oppure di lanciarsi in territorio francese, allora occupato dai tedeschi. Durante il volo, con il mitragliere anteriore che gli dava indicazioni, ripete più volte al citofono Raggiungerò la costa inglese. Vi riporto a casa. Dopo quattro ore di volo e con l'aereo ulteriormente danneggiato dal flak sulla Francia raggiunse la costa dell'Inghilterra con cinque minuti di riserva di carburante. A questo punto girò l'aereo parallelamente alla costa e ordinato al suo equipaggio di lanciarsi con il paracadute. Cinque membri dell'equipaggio eseguirono l'ordine e toccarono terra sani e salvi, ma il mitragliere della torretta anteriore e l'ingegnere di volo rimasero con lui per cercare di convincerlo ad eseguire un atterraggio di emergenza sulla costa, ma rifiutò per non causare vittime tra i civili. Pilotò l'aereo sul mare, al largo di Dymchurch, e ordinò agli ultimi due membri dell'equipaggio di lanciarsi, cosa che fecero ma non sopravvissero alla notte nel canale della Manica finendo annegati. Rimase sull'aereo che precipitò nella Manica causandone la morte. Il suo corpo fu portato a riva dalle correnti marine il 1º febbraio 1943 sulla spiaggia di Shakespeare Bay, vicino a Dover e venne successivamente tumulato nel cimitero della chiesa di St. John, nel villaggio di Beck Row, Suffolk, con tutti gli onori militari. Per il coraggio dimostrato in questo frangente fu decorato con la Victoria Cross, massima onorificenza militare inglese, e fu promosso postumo al grado di ufficiale pilota.
La sua Victoria Cross e attualmente esposta, insieme ai suoi ritratti ufficiali eseguiti dopo il decesso ad opera di Harold Freedman e Norman Carter, presso l'Australian War Memorial a Canberra.
Gli ufficiali piloti George Royde (navigatore) e Norman Skinner (operatore radio) hanno ricevuto la Distinguished Flying Cross, mentre il sergente pilota Leslie Hyder (secondo pilota), il sergente Douglas Cameron (mitragliere dorsale) e il sergente H.W. Gough (mitragliere di coda) ciascuno ha ricevuto la Distinguished Flying Medal.  Per pura coincidenza l'ufficiale di volo Douglas Cameron fu poi membro dell'equipaggio del bombardiere Avro Lancaster pilotato dallo squadron leader canadese Ian Bazalgette quando a quest'ultimo gli fu conferita la Victoria Cross alla memoria nel 1944.
Il circolo ufficiali che si trova presso 1 RAAF Recruit Training Unit, sulla RAAF Air Wagga porta il suo nome. Il suo ritratto è apparso in un francobollo australiano da 45 cent emesso nel 1995. La sala da pranzo situata sulla RAF Mildenhall nel Suffolk porta il suo nome.  A Parkes, nel New South Wales, gli è stata intitolata una via e una scuola pubblica, la Middleton Public School. A Gilgandra, NSW, la strada che conduce al locale aeroporto si chiama Middleton Memorial Drive.

## Onorificenze

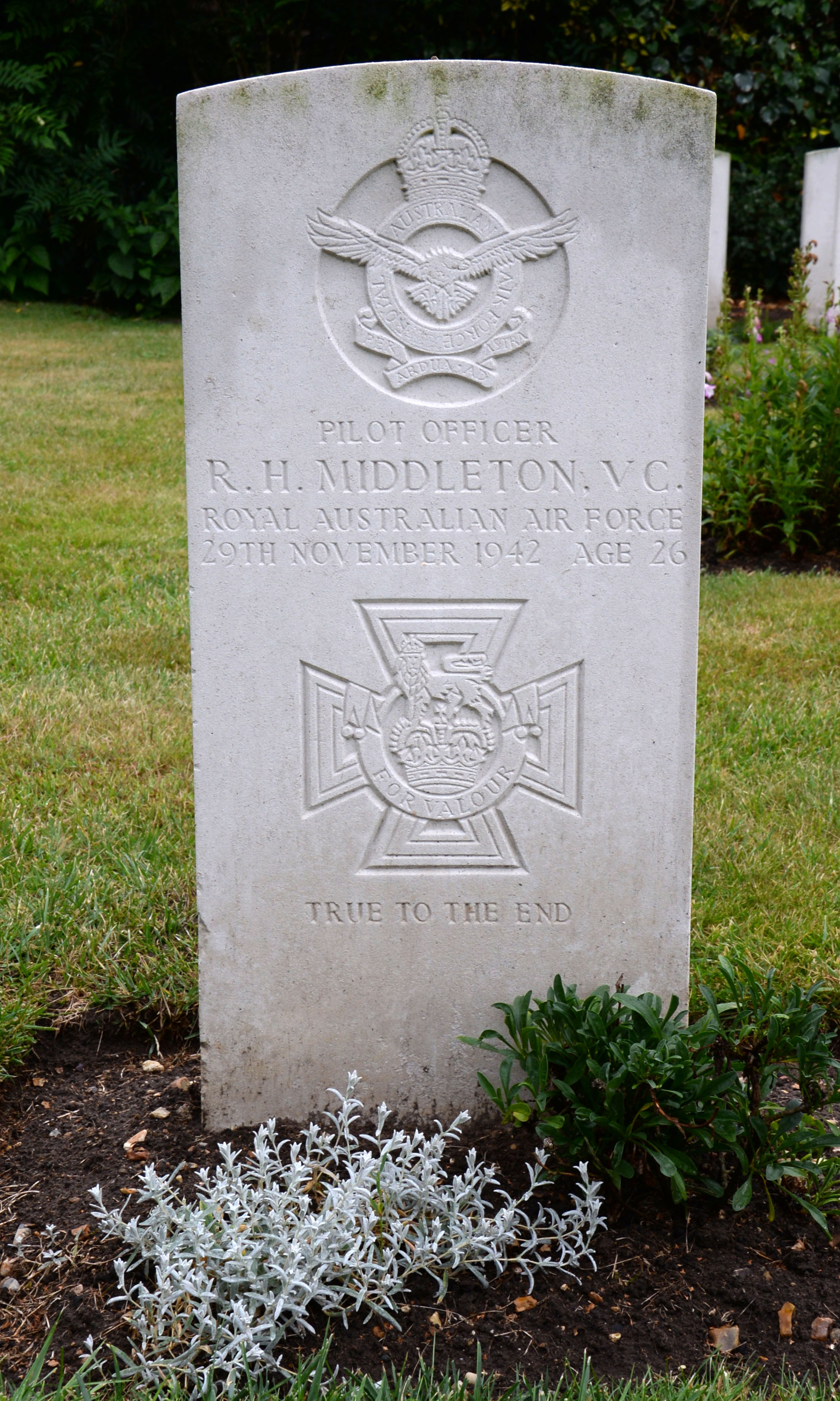
La tomba del Pilot Officer Rawdon Hume Middleton presso il cimitero della chiesa di St. John, a Beck Row, in una foto del 4 agosto 2016.

### Annotazioni
1. ↑  I suoi genitori si erano sposati nel 1914, ed ebbero anche un altro figlio, Osman nato nel 1918. Suo padre, noto con il diminutivo di Frank, era proveniente da Burrowa.

### Fonti
1. 1 2 3 4 5 6 7 8 9 10 11 12 13 14 15 16  VConline.
2. ↑  Sydney Morning Herald, 29 July 1915, p. 12.
3. 1 2 3 4 5 6 7 8 9 10  Daily Telegraph.
4. 1 2 3 4 5 6 7  Australian War Memorial.
5. ↑  Daily Observer (Tamworth), 11 September 1920, 'Warrah Cricket Association' p. 1.
6. ↑  Mudgee Guardian, 25 February 1924, p. 7.
7. ↑  Lithgow Mercury, 2 June 1924, Public Notice, p. 3;.
8. ↑  Bathurst Times, 21 February 1925, p. 1.
9. ↑  Gilgandra Weekly various editions, 1930–1933.
10. ↑  Gilgandra Weekly, 30 August 1934, p. 6.
11. ↑  NSW ELectoral Rolls, 1936, for Uralla.
12. ↑  Biografiadiunabomba.
13. 1 2  Mackay 1989, p. 21.
14. 1 2 3  Mackay 1989, p. 22.
15. ↑  Stuart 1991, p. 147.
16. ↑  Stuart 1991, p. 149.